# 摠見寺
摠見寺（捴見寺、そうけんじ）は滋賀県近江八幡市安土町下豊浦の安土城跡にある寺院。臨済宗妙心寺派。山号は遠景山。

## 歴史
天正年間、織田信長によって安土山中に建立された。創建時、尭照法印が住していたというが、摠見寺は正式な住持とは認めておらず、信長死後に住持となった正仲剛可を開山としている。
信長は近隣の社寺から多くの建物を移築し、建立したようである。具体的には、重要文化財に指定されている二王門や三重塔などが挙げられる。18世紀前後には、仁王門、方丈、書院、庫裡、三重塔、鎮守社など22棟の建物があった。嘉永7年（1854年）の火災により、方丈、書院、庫裡など主要な建物が焼失した。その後、徳川家康邸跡と伝えられる場所に仮本堂を建てた。
江戸時代は檀家を持たず、227石5斗の寺領を有していた。
元禄8年（1695年）5月、織田家の宇陀松山藩から丹波柏原藩への転封に伴い、柏原藩主織田信休は大和国松山城下の徳源寺にあった同家の歴代当主織田信雄・高長・長頼・信武の墓を安土城長谷川秀一邸跡に移す。現在も伝長谷川邸跡に四基の五輪石塔がある。
なお、江戸時代には同寺で天和元年（1681年）に信長の百回忌、享保16年（1731年）に百五十回忌、天明元年（1781年）に二百回忌、天保3年（1832年）に二百五十回忌の法事が営まれた。その際には丹波国柏原藩藩主・織田家をはじめとする織田一族や領主である近江国仁正寺藩藩主・市橋家から使者が派遣されている。
明治維新後、寺領の喪失などにより衰退していった。なお、明治18年（1885年）8月1日、内務省は修繕費50円を与えている。

## 歴代住職
初代正仲の死後、その父玉甫（織田信安）が住職となる。玉甫の死後は、しばらく住職不在となる。元和3年に信雄の仲介で龍安寺西源院の住職寿圭が摠見寺住職を兼務することになる。寿圭は臨済宗妙心寺派の僧侶であり、そのために摠見寺は同派に所属するようになったようである。後に寿圭は妙心寺住職になる。
元和9年（1623年）8月3日二代住職寿圭は死去、その跡目をめぐり、愚門と嶺南（東禅寺）が争論をおこす。幕府の裁決により、織田一族の愚門が後継者に選ばれる。
以後、江戸時代を通じ、歴代の住職は織田家の一族から選ばれることになる。また、3世から10世までの住職は、大和国松山藩（のち丹波国柏原藩）藩主の養子となった。
公的な歴代の住職は以下の通りである。
| 代 | 氏名 | 別名          | 在職期間                                            | 享年 | 続柄                          |
| -- | ---- | ------------- | --------------------------------------------------- | ---- | ----------------------------- |
| -  | 尭照 |               | 不詳                                                | -    |                               |
| 1  | 正仲 | 剛可          | 不詳 - 慶長16年 不詳 - 1611年1月8日                 | -    | 織田信安の三男                |
| -  | 玉甫 | 織田信安 常永 | 不詳                                                | -    | 織田敏信の次男                |
| 2  | 寿圭 | 雪庭          | 元和3年8月 - 元和9年8月 1617年 - 1623年8月3日       | -    | 織田信包の次男                |
| 3  | 愚門 | 宗哲侍者      | 寛永16年閏11月 - 貞享3年12月 1639年 - 1686年12月7日 | -    | 織田信当の長男                |
| 4  | 宗訓 |               | 元禄3年2月 - 正徳3年5月 1690年 - 1713年5月18日      | -    | 津田頼房の息子                |
| 5  | 宗諄 | 藤助 泉山     | 正徳5年 - 明和4年2月 1715年 - 1767年                | 59   | 織田長清の七男                |
| 6  | 宗忍 |               | 明和元年12月 - 明和2年5月 1764年 - 1765年           | -    | 津田長邦の六男                |
| 7  | 宗弘 |               | 明和3年4月-明和8年3月 1766年-1771年                 | -    | 津田長邦の五男                |
| 8  | 宗篤 |               | 天明3年3月-文化6年8月 1783年-1809年                 | -    | 津田頼張の息子                |
| 9  | 宗軾 |               | 文化13年9月-文久2年2月 1816年-1862年                | -    | 沖政教の息子                  |
| 10 | 宗敦 |               | 慶応3年1月-明治38年12月 1867年-1905年               | -    | 津田頼道の養子 (田中宗彝の孫) |

## 文化財

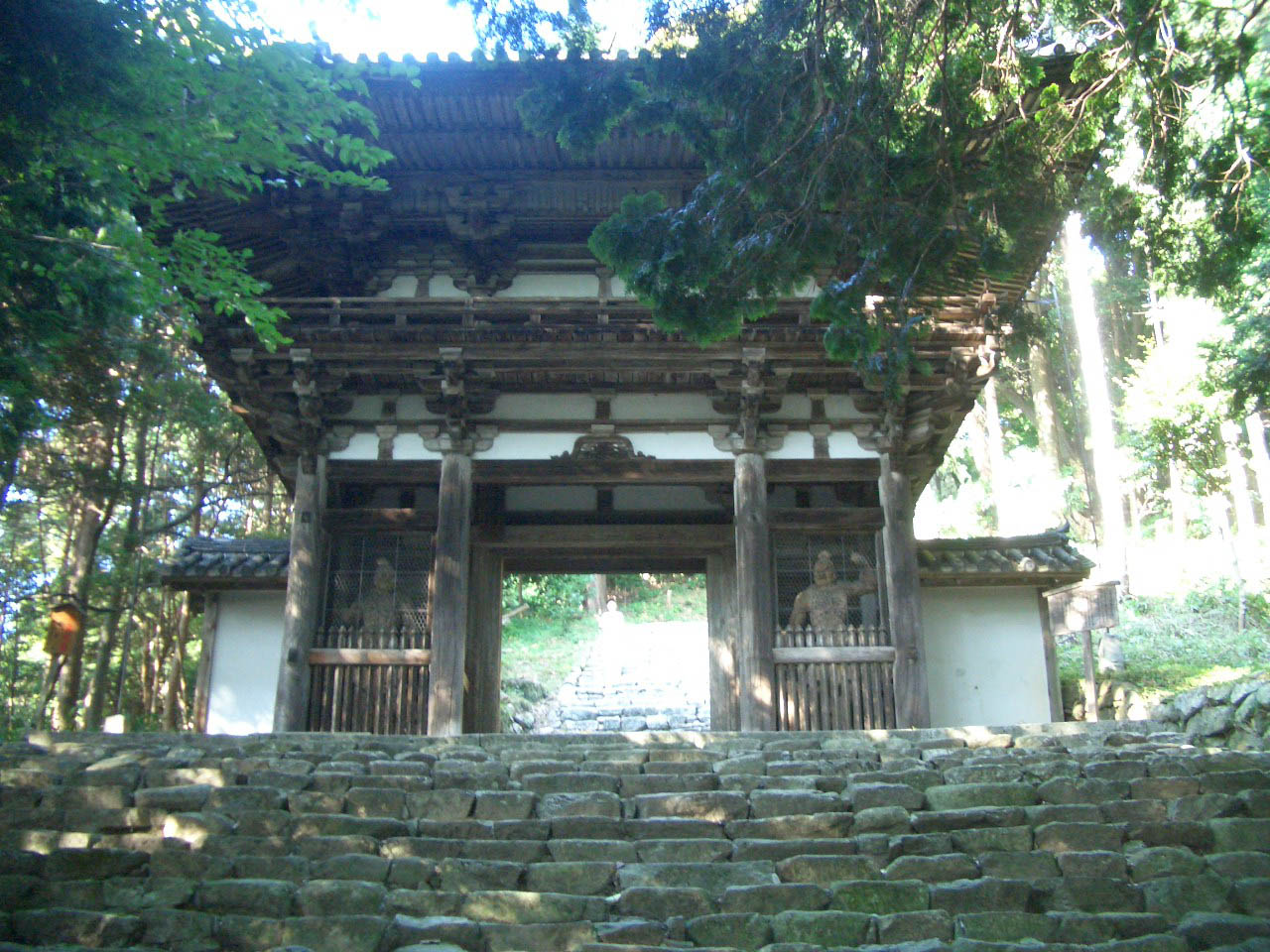
二王門

### 重要文化財
- 三重塔 - 享徳3年（1454年）建立。摠見寺創建時に近江国甲賀郡長寿寺より移築。
- 二王門 - 入母屋造本瓦葺き楼門。元亀2年（1571年）建立。摠見寺創建時に近江国甲賀郡柏木神社より移築。
- 木造金剛力士立像 - 室町時代の作
- 鉄鐔 永楽銭据文銀象嵌（てつつば えいらくせんすえもん ぎんぞうがん） - 伝織田信長所用 滋賀県立安土城考古博物館寄託

### その他
- 旧裏門 - 現超光寺（東近江市南須田町）表門

## 所在地
滋賀県近江八幡市安土町下豊浦6367

## アクセス
- JR東海道本線（琵琶湖線）安土駅より徒歩約20分、レンタサイクル約10分、タクシー約7分。

## 拝観料
- 入山料 大人700円　小人（小・中・高）200円
- 本堂特別拝観 1,200円（2009年4月より、日曜・祝日のみ開堂(※雨天時を除く)）